# Daumazan-sur-Arize
Daumazan-sur-Arize is een gemeente in het Franse departement Ariège (regio Occitanie) en telt 699 inwoners (2006). De plaats maakt deel uit van het arrondissement Pamiers.

## Geografie
De oppervlakte van Daumazan-sur-Arize bedraagt 13,7 km², de bevolkingsdichtheid is 51,0 inwoners per km².

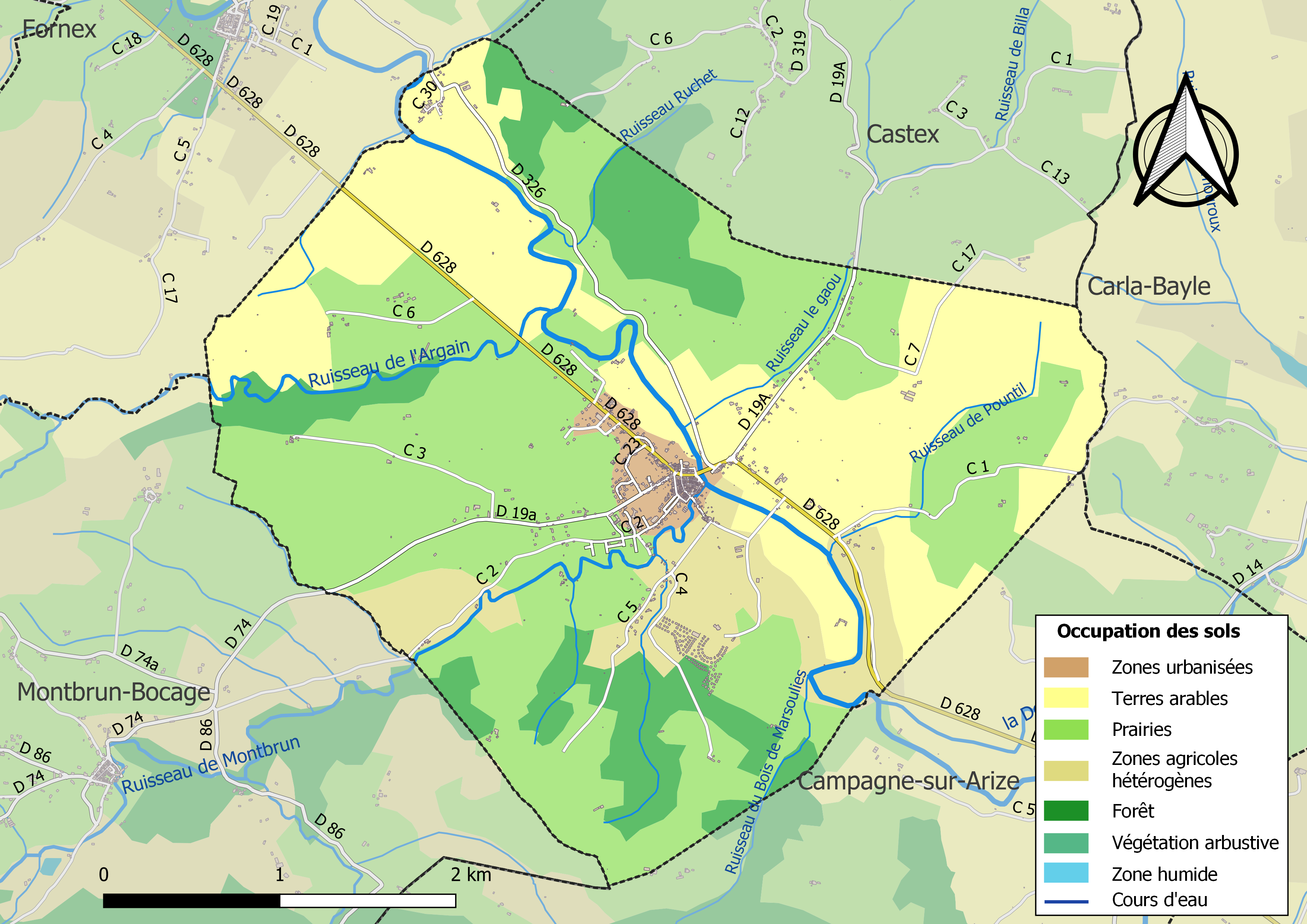
Kaart van de gemeente met de belangrijkste infrastructuur, bodemgebruik en omliggende gemeenten

## Demografie
Onderstaande figuur toont het verloop van het inwonertal (bron: INSEE-tellingen).

Vanwege een beveiligingsprobleem met de MediaWiki Graph-software is het momenteel niet mogelijk deze grafiek weer te geven. Zodra de software is bijgewerkt zal de grafiek vanzelf weer zichtbaar worden.